# Čenkov
Čenkov (en allemand : Tschenkau) est une commune du district de Příbram, dans la région de Bohême-Centrale, en Tchéquie. Sa population s'élevait à 390 habitants en 2020.

## Géographie
Čenkov se trouve à 11 km au nord de Příbram et à 46 km au sud-ouest de Prague.
La commune est limitée par Jince au nord-ouest, par Běštín au nord, par Hostomice et Pičín à l'est, par Hluboš et Bratkovice au sud, et par la zone militaire de Brdy à l'ouest.

## Histoire
La première mention écrite de la localité date de 1454.

## Personnalité
- Josip Broz Tito (1892-1980) y travailla comme ouvrier dans une forge en 1911 ou 1912.

## Transports
Par la route, Čenkov se trouve à 9,5 km de Hostomice, à 13 km de Příbram et à 62 km de Prague.